# Hugo von Langenstein
Hugo von Langenstein (bezeugt zwischen 1271 und 1298) war ein mittelhochdeutscher Dichter und verfasste eine umfangreiche Reimlegende über das Leben und das Martyrium der Heiligen Martina, die er 1293 abschloss.
Hugo von Langenstein war Mitglied des Deutschen Ordens auf der Mainau, Teil der Ballei Elsaß-Burgund. Sein Vater Arnold war ehemaliger Ministeriale des Klosters Reichenau und hatte die Kommende Mainau gestiftet.
Die „Martina“ gilt als die älteste geistliche Dichtung aus dem Deutschen Orden. Sie war bestimmt für die Tischlesung der lateinunkundigen Ritterbrüder. Die Legende hat eine lateinische Vita zur Vorlage. Für einzelne Abschnitte flossen daneben gelehrte lateinische Schriften mit ein; besonders wichtige Quellen waren die Schriften „De contemptu mundi“ des Papstes Innozenz III. und das „Compendium theologicae veritatis“ des Hugo Ripelin von Straßburg.
Die Dichtung ist in nur in einer einzigen undatierten Abschrift erhalten, die derzeit um oder bald nach 1300 datiert wird (Universitätsbibliothek Basel cod. B VIII 27). Die Handschrift stammt aus der Basler Kartause, scheint aber über Joseph von Laßberg an ihren heutigen Aufbewahrungsort gelangt zu sein, denn dieser schrieb 1825, er habe die Handschrift in Konstanz entdeckt.

## Zur Rezeption
Die Martina des Hugo von Langenstein in der Ausgabe von Keller 1856 ist eines der zentralen Referenzbücher in Arno Schmidts Alterswerk Abend mit Goldrand (1975).

## Ausgabe
- Adelbert von Keller (Hrsg.): Martina von Hugo von Langenstein, Stuttgart 1856, online bei Google Book Search (diese einzige Ausgabe weist Mängel auf[3])

## Nachweise
1. ↑   Handschriftencensus: Basel, Universitätsbibl., Cod. B VIII 27. Abgerufen am 10. Dezember 2020.
2. ↑  Brief an Zellweger, https://de.wikisource.org/wiki/Joseph_von_Lassberg_an_Johann_Caspar_Zellweger
3. ↑  Siehe den Basler Handschriftenkatalog Archivlink (Memento des Originals vom 12. Dezember 2015 im Internet Archive)  Info: Der Archivlink wurde automatisch eingesetzt und noch nicht geprüft. Bitte prüfe Original- und Archivlink gemäß Anleitung und entferne dann diesen Hinweis.

| Personendaten    | Personendaten               |
| ---------------- | --------------------------- |
| NAME             | Hugo von Langenstein        |
| KURZBESCHREIBUNG | mittelhochdeutscher Dichter |
| GEBURTSDATUM     | vor 1271                    |
| STERBEDATUM      | nach 1298                   |